# Juliusz Bijak
Juliusz Bijak (ur. 14 września 1860 w Biadolinach, zm. 21 kwietnia 1943 w Wadowicach) – tytularny generał dywizji Wojska Polskiego.

## Życiorys
10 sierpnia 1878 powołany został, jako jednoroczny ochotnik, do 56 pułku piechoty. Po rocznej służbie zakończonej nominacją oficerską rozpoczął studia na Politechnice Wiedeńskiej. Dwa lata później zdecydował się jednak na karierę wojskową i został oficerem zawodowym w swoim macierzystym pułku. W latach 1912–1913 wziął udział w mobilizacji sił zbrojnych Monarchii Austro-Węgierskiej, wprowadzonej w związku z wojną na Bałkanach. 1 marca 1914 objął dowództwo 57 pułku piechoty. 15 września 1914 w czasie walki o wieś Zaleszany został ranny w lewe udo i prawe ramię, i dostał się do rosyjskiej niewoli. Pierwszym oficerem rosyjskim, z którym spotkał się w niewoli był rotmistrz Henryk Budkowski. W styczniu 1918 ze względu na stan zdrowia zwolniony z niewoli i przekazany do Danii. W kwietniu tego roku wraca do Austrii i zostaje awansowany na generała majora. Po czterech miesiącach urlopu skierowany na front włoski. Przydzielony do dowództwa 33 Dywizji Piechoty, będącej częścią 14-tej armii pod dowództwem generała Otto von Belowa.
6 listopada 1918 przyjechał do Krakowa i zgłosił się do służby w polskim wojsku. W okresie od listopada 1918 do sierpnia 1920 pełnił funkcje dowódcy Obrony Przemyśla, dowódcy wojskowego okręgu przemyskiego od 19 listopada 1918 (obejmującego powiaty niżański, przeworski, jarosławski, sanocki, liski, dobromilski), dowódcy Okręgu Etapowego w Bielsku oraz szefa Komisji Delimitacyjnej w Poznaniu. Następnie w Dowództwie Okręgu Generalnego „Pomorze”. 1 maja 1920 zatwierdzony został z dniem 1 kwietnia 1920 w stopniu generała podporucznika, w grupie oficerów byłej armii austro-węgierskiej. Od 14 sierpnia do 31 października 1920 sprawował dowództwo Twierdzy Chełmno i odcinka o tej samej nazwie. Dekretem z 9 listopada 1920 został przydzielony do Centralnej Stacji Zbornej w Krakowie. Z dniem 1 kwietnia 1921 przeniesiony został w stan spoczynku, w stopniu generała podporucznika. 
26 października 1923 Prezydent RP Stanisław Wojciechowski zatwierdził go w stopniu tytularnego generała dywizji. Osiadł w Wadowicach dokąd przeniósł się z Krakowa. W 1929 roku wydał Wspomnienia ze służby wojskowej. Zmarł 21 kwietnia 1943 roku. Grób generała znajduje się na Cmentarzu Parafialnym w Wadowicach.

## Ordery i odznaczenia
- Order Leopolda
- Order Korony Żelaznej 3 klasy z dekoracją wojenną i mieczami
- Krzyż Kawalerski Orderu Franciszka Józefa
- Krzyż Zasługi Wojskowej 3 klasy – 1904[8]
- Krzyż za służbę wojskową 2 klasy dla oficerów
- Krzyż za służbę wojskową 3 klasy dla oficerów[9]
- Brązowy Medal Jubileuszowy Pamiątkowy dla Sił Zbrojnych i Żandarmerii[9]
- Krzyż Jubileuszowy Wojskowy[9]
- Krzyż Pamiątkowy Mobilizacji 1912–1913